# Марія Єлизавета (ерцгерцогиня)
Ерцгерцогиня Марія Єлизавета (нім. Maria Elisabeth von Österreich, повне ім'я Марія Єлизавета Амалія Антонія Йозефа Габріела Йоганна Агата, нім. Maria Elisabeth Amalia Antonia Josepha Gabriele Johanna Agathe; 5 лютого 1737 —   7 червня 1740) — ерцгерцогиня Австрійська, донька великого герцога Тоскани Франца I та австрійської ерцгерцогині Марії-Терезії. Померла в дитячому віці.

## Життєпис
Марія Єлизавета народилась 5 лютого 1737 в палаці Шенбрунн у Відні. Вона стала первістком в родині великого герцога Тоскани Франца I та його дружини Марії-Терезії Австрійської, з явившись на світ за рік після весілля батьків.
Своє ім'я вона отримала на честь бабусь: Єлизавети Христини Брауншвейг-Вольфенбюттельської та Єлизавети Шарлотти Орлеанської.
Народження дівчинки було розчаруванням для австрійців і молодої пари, адже всі очікували спадкоємця. Та згодом маленька ерцгерцогиня стала улюбленицею батьків. Вона була рухливою і ладною дитиною.
Родина, невдовзі, поповнилася ще двома доньками: Маріанною та Марією Кароліною.
7 червня 1740 маленька ерцгерцогиня поскаржилася на біль у животі і блювання. Дівчинка померла того ж дня на руках свого батька. Похована в Імператорському склепі у Відні.